# Giulio Falcone
Giulio Falcone (født 31. maj 1974 i Atri, Italien) er en italiensk tidligere fodboldspiller (forsvarer). Han spillede én kamp for det italienske landshold, en venskabskamp mod Kroatien 16. august 2006.

## Titler
Coppa Italia
- 1993 med Torino

Supercoppa Italiana
- 1996 med Fiorentina